# Древнегреческая мифология

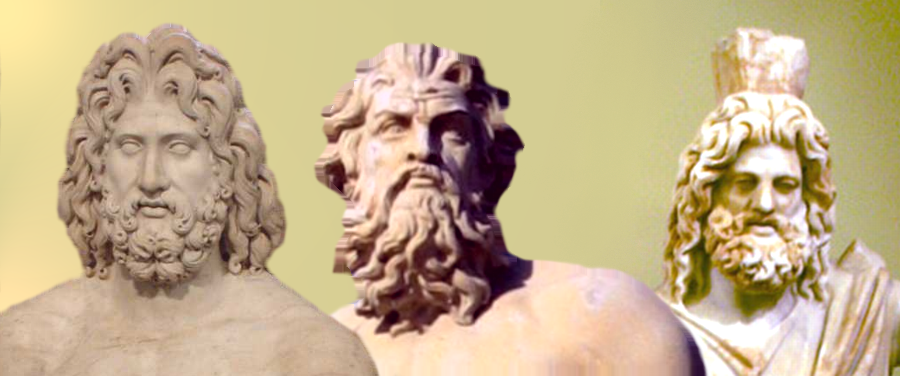
Греческая троица богов и распределение трёх царств Земли между ними (слева направо): Зевс (Небеса), Посейдон (Моря и океаны) и Аид (Подземный мир)

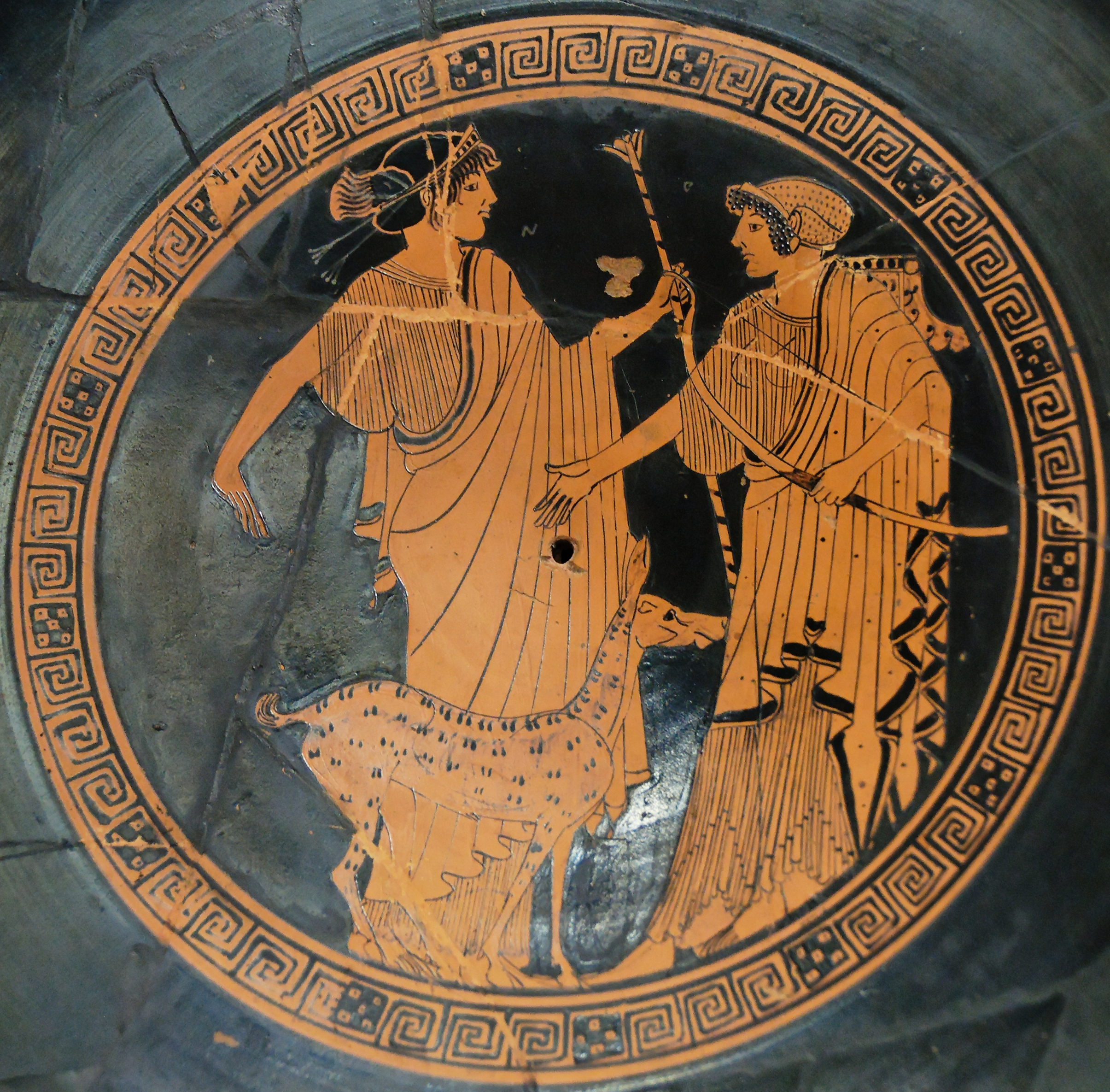
«Аполлон и Артемида». Краснофигурное тондо на килике, ок. 470 до н. э.

Древнегре́ческая мифоло́гия (мифология Древней Греции) — мифология древних греков, тесно переплетающаяся с их религией. Оказала огромное влияние на развитие культуры и искусства всего мира и положила начало бесчисленному множеству религиозных представлений о человеке, героях и богах.

## Источники

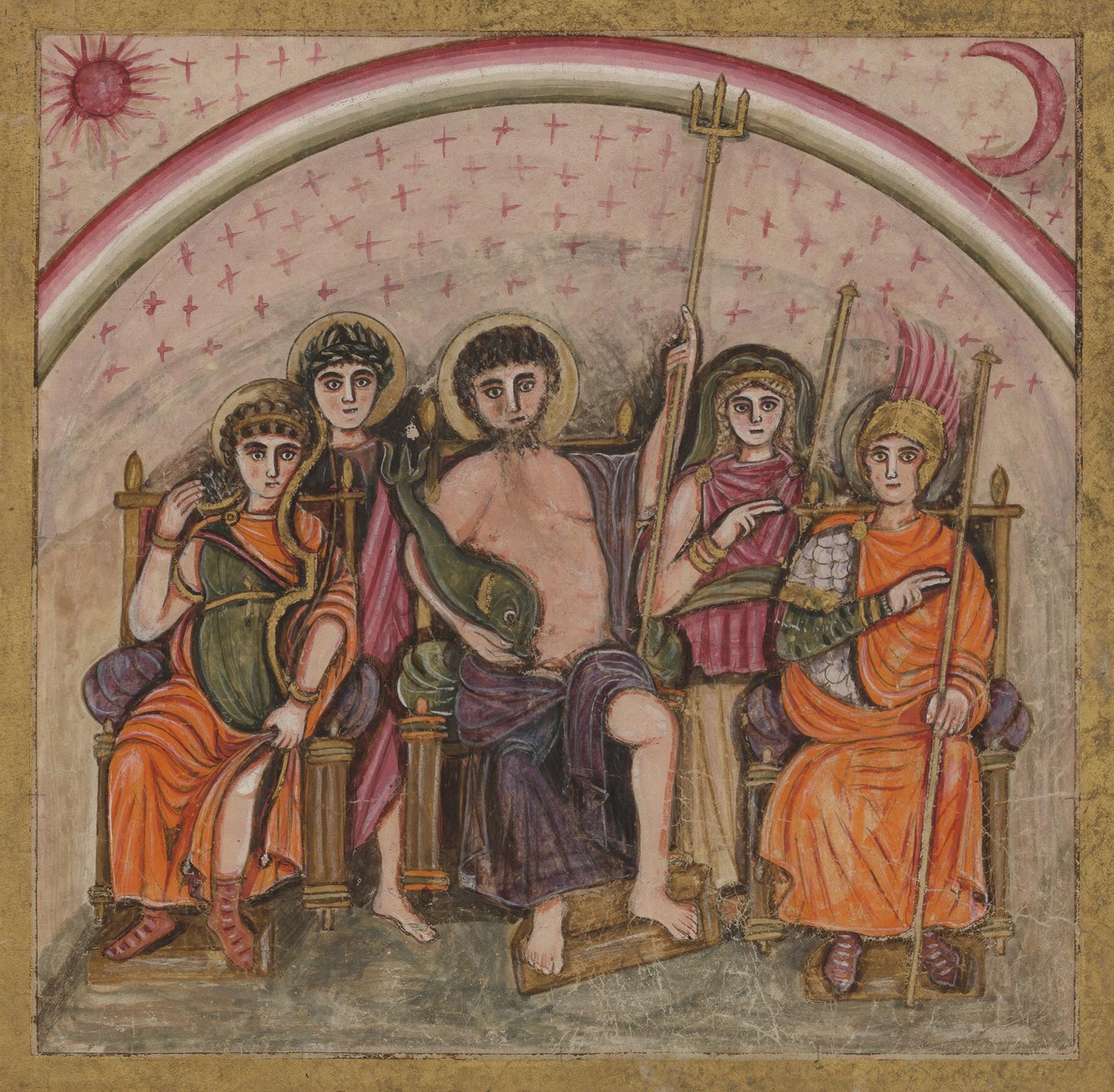
Совет богов. Миниатюра из рукописи Vergilius Romanus. V в. н. э.

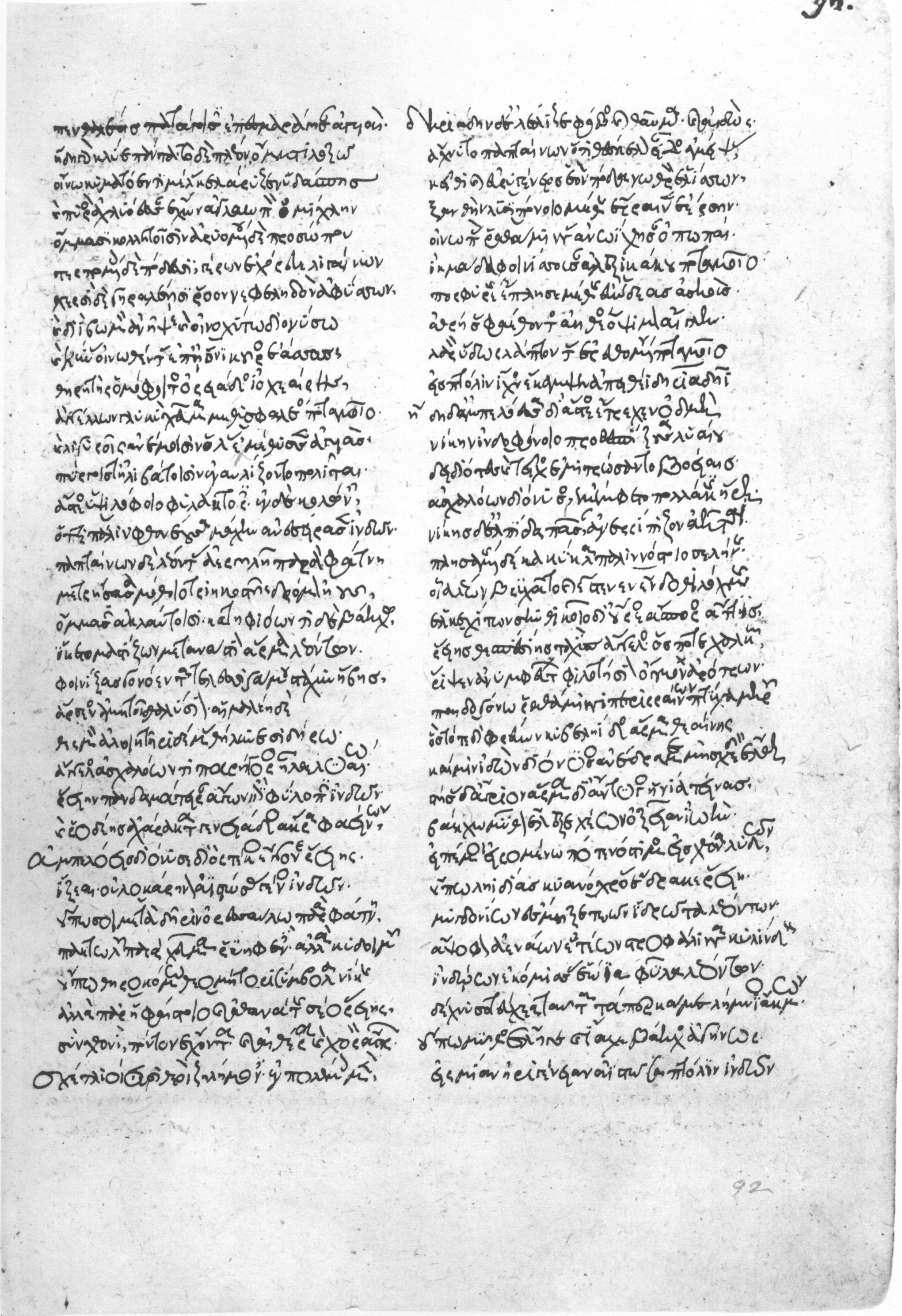
Страница рукописи книги «Деяния Диониса» Нонна Панополитанского. 1280 г. Библиотека Лауренциана, Флоренция

## Происхождение богов

Карта святилищ Древней Греции

Известный румыно-франко-американский исследователь истории религии Мирча Элиаде даёт следующую периодизацию древнегреческой религии:
- 30 — 15 вв. до н. э. — крито-минойская религия.
- 15 — 11 вв. до н. э. — архаическая древнегреческая религия.
- 11 — 6 вв. до н. э. — олимпийская религия.
- 6 — 4 вв. до н. э. — философско-орфическая религия (Орфей, Пифагор, Платон).
- 3 — 1 вв. до н. э. — религия эллинистической эпохи.

Зевс, согласно легенде, родился на Крите от Реи и титана Крона (др.-греч. Χρόνος или Кронос означает время), а Минос, по которому названа крито-минойская цивилизация, считался его сыном. Однако та мифология, которую мы знаем, и которую потом переняли римляне, органически связана с греческой народностью. О возникновении этой народности можно говорить с приходом первой волны ахейских племён в начале II тыс. до н. э. В 1850 году до н. э. уже были построены Афины, названные по имени богини Афины. Если принять эти соображения, то религия древних греков возникла где-то в районе 2000 года до н. э.

## Религиозные представления древних греков
Религиозные представления и религиозный быт древних греков находились в тесной связи со всей их исторической жизнью. Уже в древнейших памятниках греческого творчества ясно сказывается антропоморфический характер греческого политеизма, объясняющийся национальными особенностями всего культурного развития в этой сфере; конкретные представления, вообще говоря, преобладают над абстрактными, как и в количественном отношении человекоподобные боги и богини, герои и героини преобладают над божествами абстрактного значения (которые, в свою очередь, получают антропоморфические черты). В том или другом культе, у различных писателей или художников с тем или иным божеством соединяются разные общие или мифологические (и мифографические) представления.

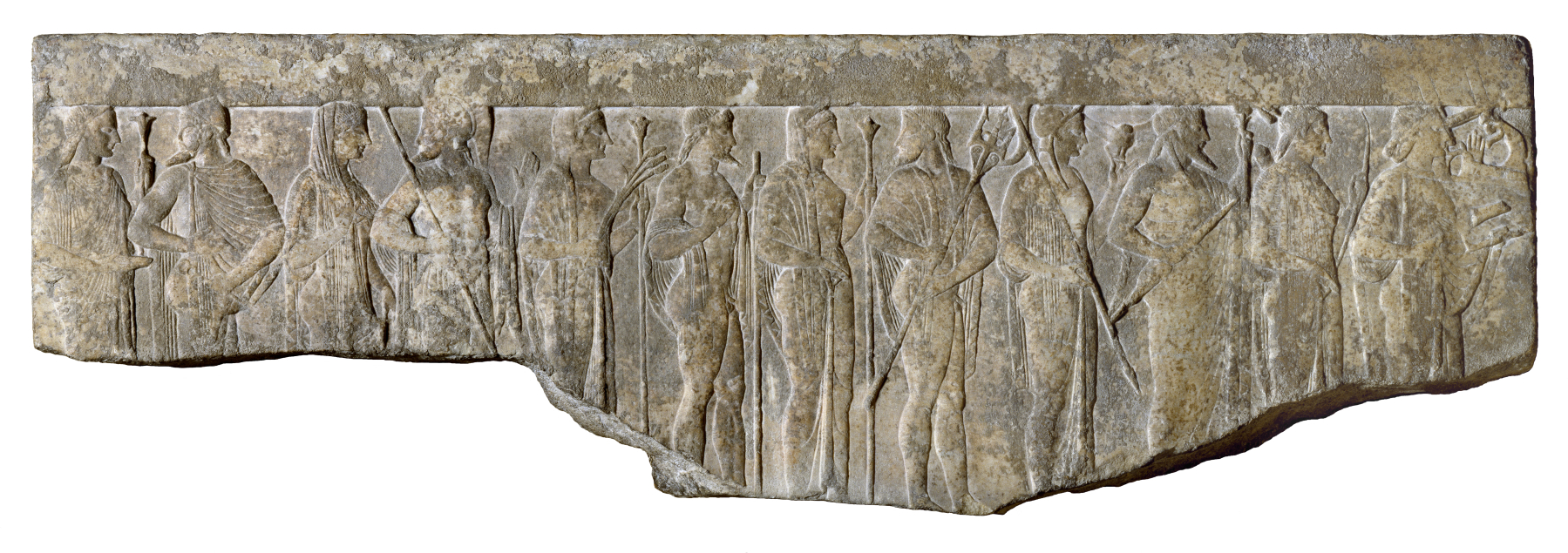
Барельеф с изображением двенадцати олимпийских богов, держащих свои атрибуты. Слева направо: Гестия, Гермес, Афродита, Арес, Деметра, Гефест, Гера, Посейдон, Афина, Зевс, Артемида и Аполлон. Художественный музей Уолтерс

Мы знаем разные сочетания, иерархии генеалогии божественных существ — «Олимп», различные системы «двенадцатибожия» (например, в Афинах — Зевс, Гера, Посейдон, Аид, Деметра, Аполлон, Артемида, Гефест, Афина, Арес, Афродита, Гермес). Подобные соединения объясняются не из творческого только момента, но и из условий исторической жизни эллинов; в греческом политеизме можно проследить и позднейшие наслоения (восточные элементы; обоготворение — даже при жизни). В общерелигиозном сознании эллинов не существовало какой-либо определённой общепризнанной догматики. Разнообразие религиозных представлений находило себе выражение и в разнообразии культов, внешняя обстановка которых теперь всё более уясняется благодаря археологическим раскопкам и находкам. Мы узнаём, какие где почитались боги или герои, и где какой почитался преимущественно (например, Зевс — в Додоне и Олимпии, Аполлон — в Дельфах и на Делосе, Афина — в Афинах и в Линдосе, Гера в Аргосе и на Самосе, Асклепий — в Эпидавре); знаем чтимые всеми (или многими) эллинами святыни вроде дельфийского или додонского оракула или святыни делосской; знаем крупные и мелкие амфиктионии (культовые сообщества).
Можно различить культы государственные и частные. Всепоглощающее значение государства сказалось и в религиозной сфере. Античный мир, вообще говоря, не знал ни «внутренней церкви», как царства не от мира сего, ни церкви как государства в государстве: «церковь» и «государство» были в нём понятиями, поглощающими или обусловливающими друг друга, и, например, жрец был тот же государственный магистрат.

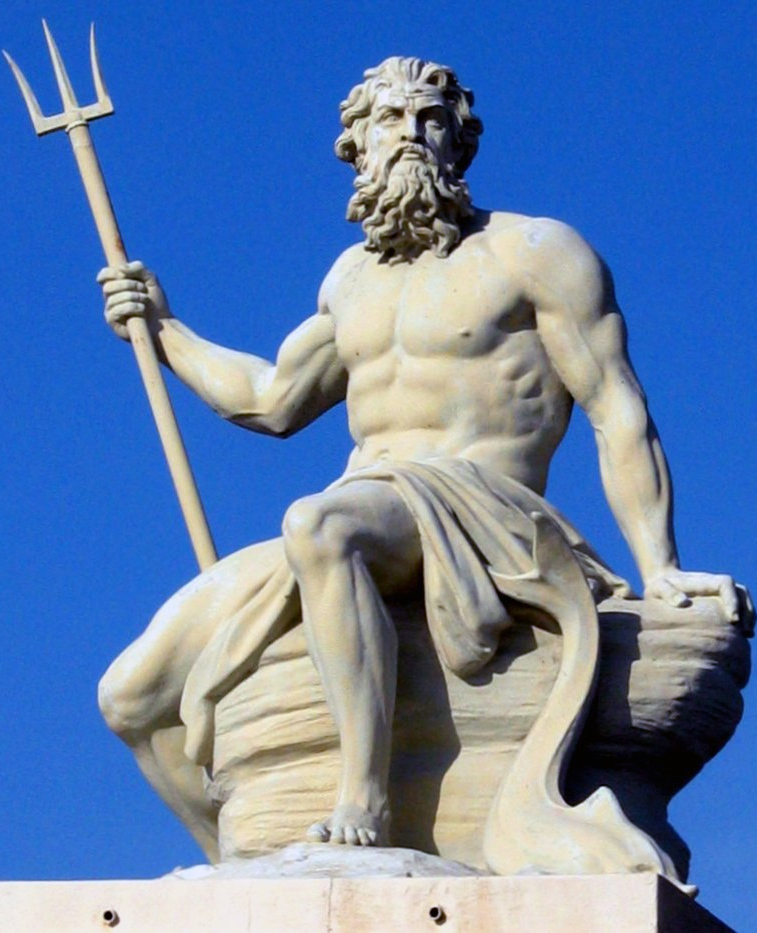
Статуя Посейдона в порту Копенгагена

Это правило не везде, однако, могло быть проведено с безусловной последовательностью; практика вызывала частные отклонения, создавала те или иные комбинации. Если известное божество считалось главным божеством известного государства, то государство признавало иногда (как в Афинах) вместе с тем и некоторые другие культы; наряду с этими общегосударственными культами существовали и отдельные культы государственных делений (например, афинских демов), и культы частноправового значения (например, домашние или семейные), а также культы частных обществ или лиц.
Поскольку преобладал государственный принцип (восторжествовавший не везде одновременно и равномерно), всякий гражданин был обязан кроме своих частноправовых божеств почитать богов своей «гражданской общины» (изменения принесла эллинистическая эпоха, вообще способствовавшая процессу нивелирования). Это почитание выражалось чисто внешним образом — посильным участием в известных обрядах и празднествах, совершаемых от имени государства (или государственного деления), — участием, к которому приглашалось в иных случаях и негражданское население общины; и гражданам, и не гражданам предоставлялось, как кто мог, хотел и умел, искать удовлетворения своим религиозным потребностям. Надо думать, что и вообще почитание богов было внешним; внутреннее религиозное сознание было наивным, и в народной массе суеверие не уменьшалось, а росло (особенно в более позднее время, когда оно нашло себе пищу, шедшую с Востока). Зато в образованном обществе рано началось просветительное движение, сначала робкое, потом все более энергичное, одним концом своим (отрицательным) задевшее и массу. Религиозность мало слабела в общем (а иногда даже — хотя и болезненно — возвышалась), но религия, то есть старые представления и культы, постепенно — особенно по мере распространения христианства — теряла и свой смысл, и своё содержание. Приблизительно такова, в общем, внутренняя и внешняя история греческой религии за время, доступное более глубокому изучению.
Профессор А. Лосев выделял четыре основных этапа в развитии мифологии:
1. миф «сам по себе», или так называемая «наивная мифология», уже у Гомера получившая некоторую рефлективную обработку;
2. миф как гилозоистическое мировоззрение, воспринимающее мир в качестве одушевлённого (но не антропоморфного) тела, управляемого некими высшими законами (силами), нашедшее своё максимальное выражение в период греческой классики;
3. миф как обоснование внутренне спокойной и самодовлеющей личности во времена раннего эллинизма (стоики, эпикурейцы, скептики);
4. реставрация мифа путём логики или диалектики, где его герои и сюжеты трансформируются в абстрактные категории (неоплатонизм позднего эллинизма).

В туманной области первоначальной, исконной греческой религии научная работа наметила лишь некоторые общие моменты, хотя они и отмечаются обыкновенно с излишней резкостью и крайностью. Уже древняя философия завещала троякое аллегорическое объяснение мифов: психологическое (или этическое), историко-политическое (не совсем верно называемое евгемерическим) и физикальное; возникновение же религии она объясняла из индивидуального момента. Сюда примкнула и узкотеологическая точка зрения, и в сущности на этом же основании была построена «Символика» Крейцера («Symbolik und Mythologie der alt. Völker, bes. der Griechen», нем. Kreuzer, 1836), как и многие другие системы и теории, игнорировавшие момент эволюции.
Постепенно приходили к сознанию, что древнегреческая религия имела своё сложное историческое происхождение, что смысл мифов следует искать не позади их, а в них самих. Первоначально древнегреческую религию рассматривали только в ней самой, опасаясь заходить по ту сторону Гомера и вообще за пределы чисто эллинской культуры (этого принципа доселе держится «кёнигсбергская» школа): отсюда локалистическое толкование мифов — с физикальной (например, Форкхаммера) или только с исторической точки зрения (например, Карла Мюллера).

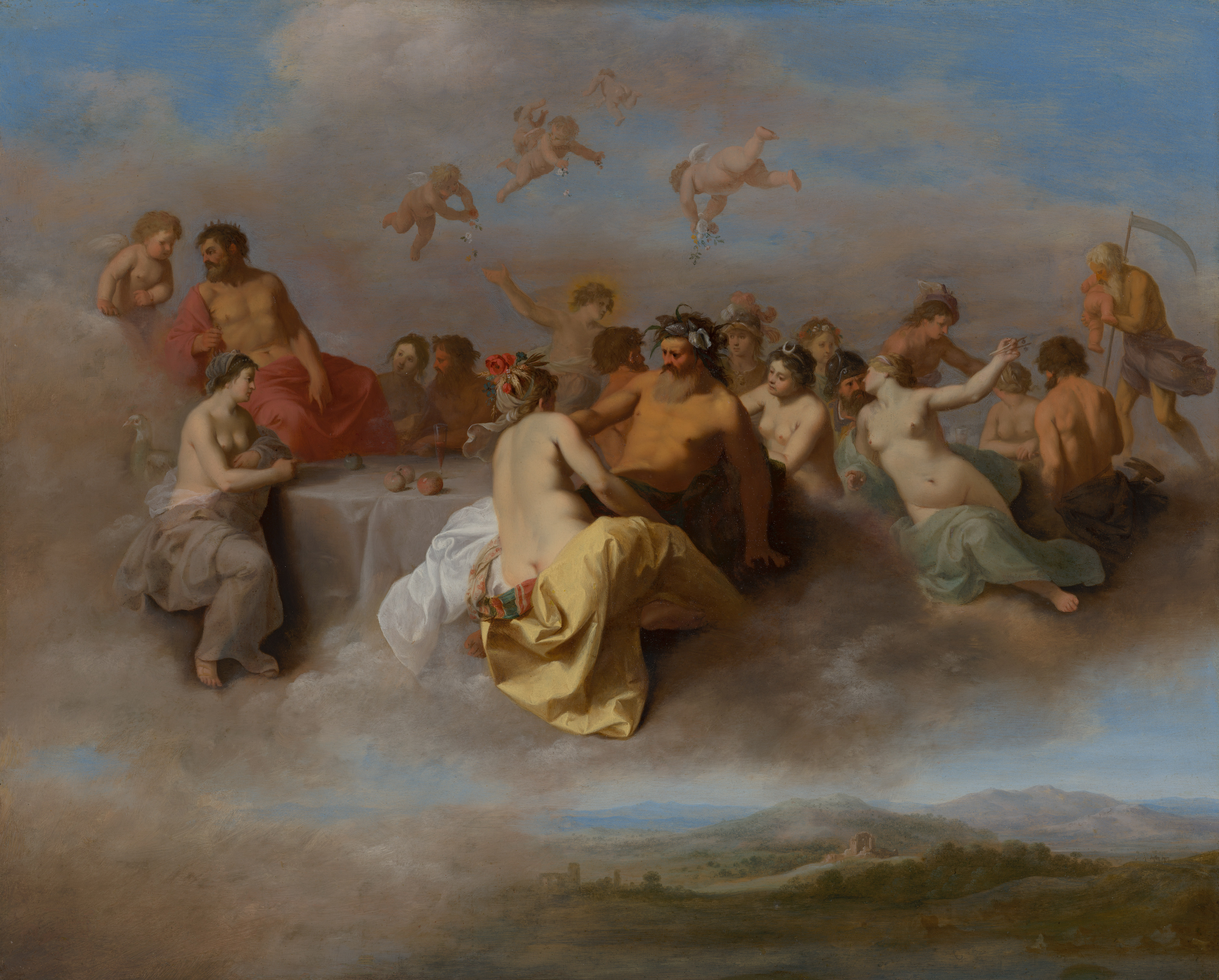
«Встреча богов на небесах». Картина К. Пуленбурга. Маурицхёйс, Нидерланды

Одни обратили главное внимание на идеальное содержание греческой мифологии, сводя его к явлениям местной природы, другие — на реальное, усматривая в сложности древнегреческого политеизма следы местных (племенных и т. п.) особенностей. Со временем пришлось так или иначе признать и исконное значение восточных элементов в греческой религии. Сравнительное языкознание вызвало «сравнительную индоевропейскую мифологию». Это доселе преобладающее в науке направление было плодотворно уже в том отношении, что ясно показало необходимость сравнительного изучения древнегреческой религии и сопоставило обширный материал для этого изучения; но — не говоря уже о крайней прямолинейности методических приёмов и крайней поспешности суждений — оно занималось не столько исследованием греческой религии при помощи сравнительного метода, сколько изысканием её основных моментов, восходящих к поре общеарийского единства (причём лингвистическое понятие индоевропейских народов слишком уж резко отождествлялось с этническим). Что касается до основного содержания мифов («болезни языка», по К. Мюллеру), то оно слишком исключительно сводилось к явлениям природы — преимущественно к солнцу, или луне, или к грозам.
Более молодая школа сравнительной мифологии считает небесные божества результатом дальнейшего, искусственного развития первоначальной «народной» мифологии, знавшей лишь демонов (фольклоризм, анимизм).
В греческой мифологии нельзя не признать и более поздние наслоения, особенно во всей внешней форме мифов (как они дошли до нас), хотя их не всегда можно определить исторически, как не всегда можно выделить чисто религиозную часть мифов. Под этой оболочкой кроются и общеарийские элементы, но их часто столько же трудно выделить от специально греческих, как и вообще определить начало чисто греческой культуры. Не менее трудно сколько-нибудь точно выяснить основное содержание разных эллинских мифов, несомненно крайне сложное. Природа с её свойствами и явлениями играла тут большую роль, но, может быть, преимущественно служебную; наряду с этими естественноисторическими моментами следует признавать и моменты историко-этические (так как боги вообще жили не иначе и не лучше, чем люди).
Не без влияния осталось местное и культурное расчленение эллинского мира; несомненно также присутствие восточных элементов в греческой религии. Слишком сложной и слишком трудной задачей было бы объяснить исторически, хоть в самых общих чертах, как постепенно уживались между собой все эти моменты; но кое-каких знаний и в этой области можно достигнуть, исходя особенно из переживаний, сохранившихся и во внутреннем содержании, и во внешней обстановке культов, и считаясь притом по возможности со всей древнейшей исторической жизнью эллинов (путь в этом направлении указал особенно Куртинс в своих «Studien z. Gesch. d. griech. Olymps», в «Sitzb. d. Berl. Akad.», нем. E. Curtins, 1890). Знаменательно, например, отношение в греческой религии великих богов к божествам мелким, народным, и надземного мира богов к подземному; характеристично почитание усопших, выразившееся и в культе героев; любопытно мистическое содержание греческой религии.

## Списки богов, мифологических существ и героев
Списки богов и генеалогия отличаются у разных античных авторов. Представленные ниже списки компилятивны.

### Первое поколение богов
- Сначала существовал Хаос

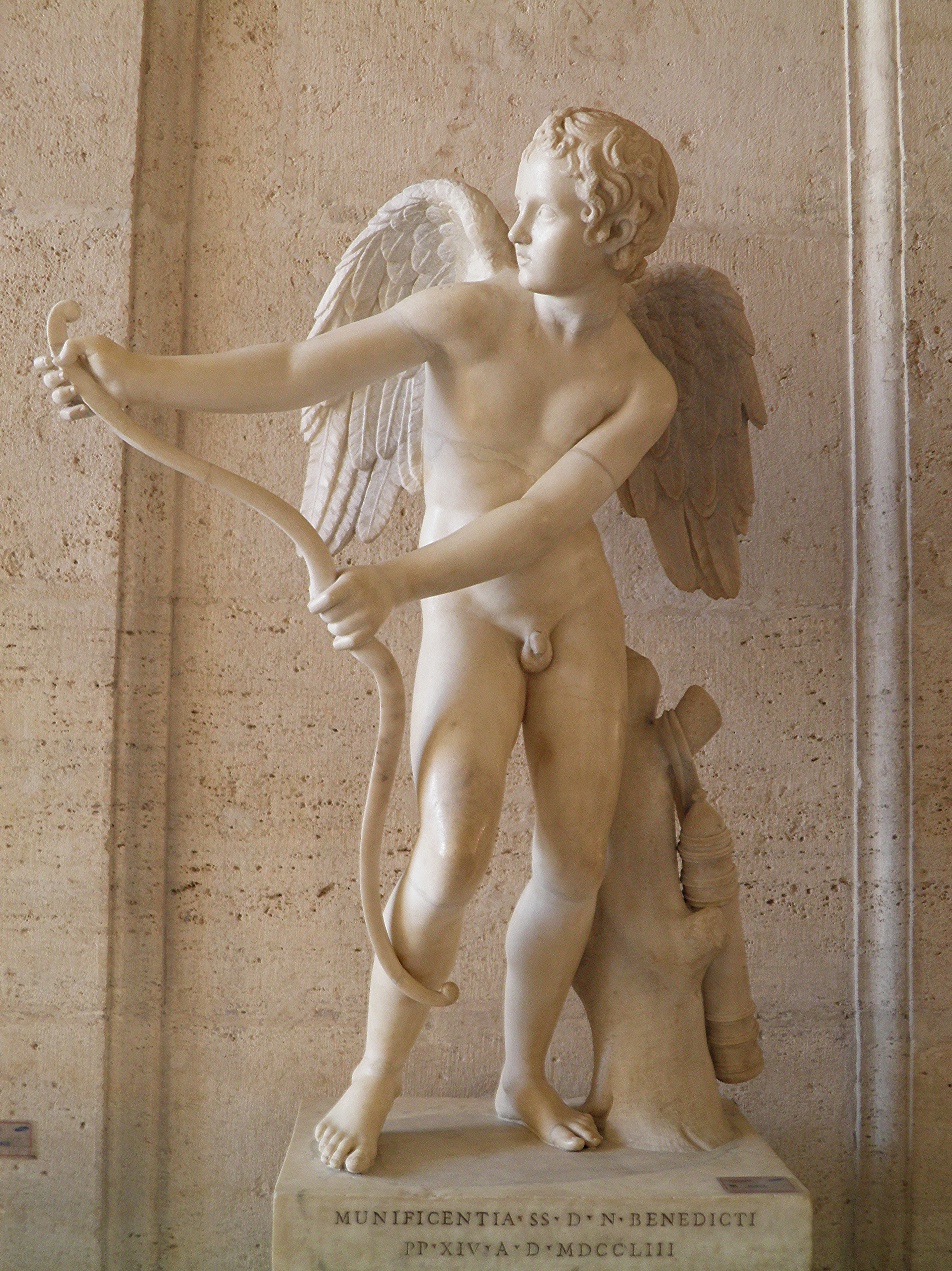
«Эрос». Мраморная копия греческого оригинала скульптора Лисиппа

- От Хаоса родились Нюкта/Никата/Никта (Ночь, Мгла), Эреб/Скотос (Мрак); Гея (Земля), Тартар (Бездна) и Уран (Небо).

### Второе поколение богов
Дети Нюкты:
- без отца:
  - Апата (Обман), версия;
- от Эреба:
  - Эфир (Воздух);
  - Гемера (День);
  - братья-близнецы Гипнос (Сон) и Танатос (Смерть);
  - Эрос (Любовь);
  - Керы (Несчастья);
  - Мойры (Судьба);
  - Мом (Злословие и Глупость);
  - Немезида (Возмездие) (по другим версиям от Кроноса или Океана);
  - Эрида (Раздор);
    - Ата (Преступление), отец неизвестен, возможно Зевс;
    - Апата (Обман), сестра Аты, версия;

  - Эринии (Мщение);
- от Эфира:
  - Тартар, версия;
- от Урана:
  - Лисса (Бешенство, Безумие).

Дети Геи:
- от Эфира:
  - Тартар, версия;
- от Эфира или Урана:
  - Понт (внутреннее Море);
- от Урана:
  - титаны и титаниды;
  - гекатонхейры;
  - гиганты, циклопы;
  - Форкий (страж моря), версия;
- от Тартара:
  - Тифон;
  - Ехидна;
- от Понта:
  - Кето (владычица морских чудовищ);
  - Тавмант (морские чудеса);
  - Эврибия (морская сила);
  - Форкий, версия;
- сыновья Понта и титаниды Тефии (внуки):
  - Форкий, версия;
  - Нерей (спокойное море), версия;
- старший сын Понта (внук):
  - Нерей, версия.

### Титаны
Титаны:
- Гиперион
- Иапет
- Кей
- Криос
- Кронос
- Океан (персонификация мифологического мирового океана)

Титаниды:
- Мнемосина
- Рея
- Тейя
- Тефида
- Феба
- Фемида

Младшее поколение:
- Прометей
- Атлас
- Гелиос (персонификация солнца)
- Лето
- Менетий
- Астрей
- Селена (персонификация луны)
- Электра

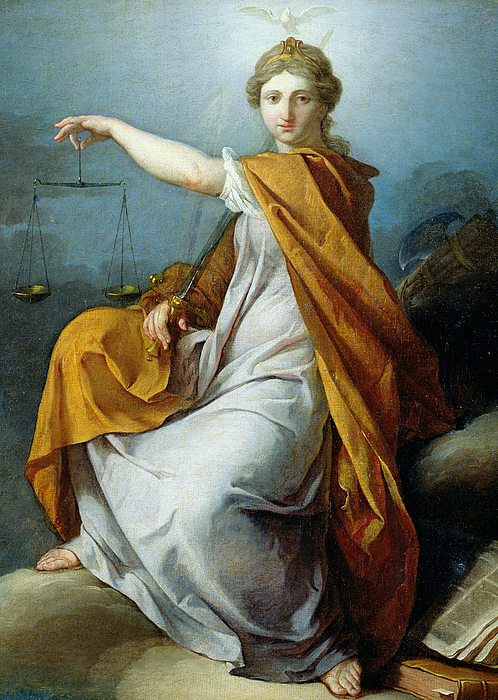
Фемида на картине «Правосудие» Пьера Сюблейра, XVIII в.

- Эос (персонификация утренней зари)
- Эпиметей
- Ихтиония
- Кратос

### Олимпийцы
Дети титана Кроноса и титаниды Реи:

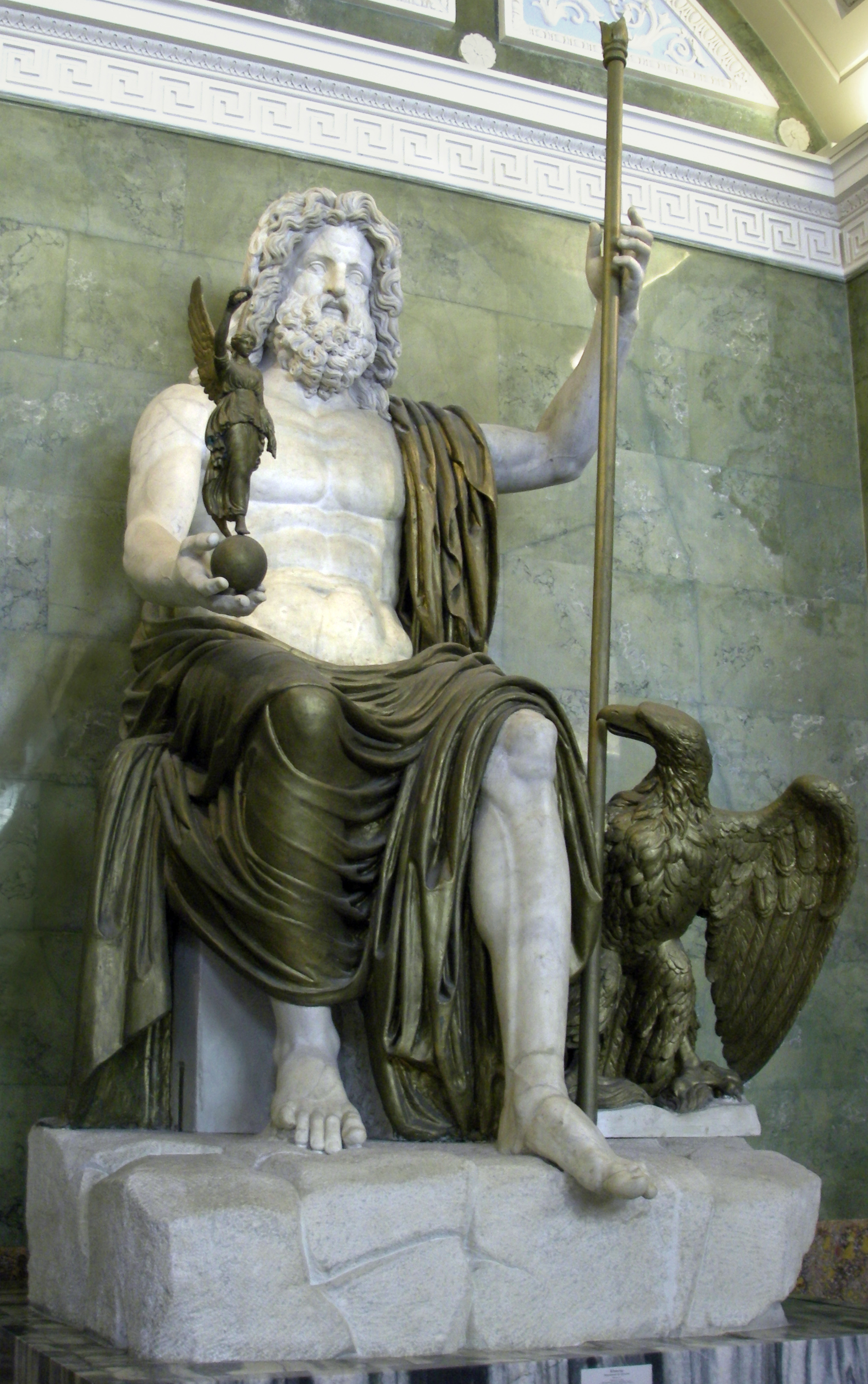
Статуя Юпитера

- Зевс — рим. Юпитер. Бог неба и грома, глава древнегреческого Пантеона. Атрибуты: лабрис, орёл, молния, гром, дуб, колесница.
- Гера — рим. Юнона. Покровительница семьи и брака, покровительница рожениц, супруга Зевса. Атрибуты: полотно ткани, диадема, шар, колесница, кукушка, павлин.
- Посейдон — рим. Нептун. Владыка морей. Средний брат Аида и Зевса. Атрибуты: трезубец, дельфин, колесница, жена — Амфитрита.
- Аид — владыка подземного царства мёртвых. Старший брат Зевса и Посейдона, рим. Плутон, Гадес, Орк, Дит. Атрибуты: трёхглавый пёс Цербер (Кербер), вилы (двузубец), (возможно тополь), колесница. Жена — Персефона (Прозерпина).
- Деметра — рим. Церера. Богиня земледелия и плодородия. Атрибуты: посох в виде стебля.
- Гестия — рим. Веста. Богиня домашнего очага, жертвенного огня, добрых начинаний и предначертаний. Атрибуты: факел. Богиня-девственница.

Потомки детей Кроноса и Реи (варианты разных стран):
- Аполлон — рим. Феб. Бог правды и света, покровитель искусств, бог-прорицатель. Атрибуты: лавровый венок, лук со стрелами, колесница, золотая лира.
- Арес — рим. Марс. Бог кровожадной, несправедливой войны. Атрибуты: шлем, меч, щит, колесница. Любовник или муж[4] Афродиты.
- Артемида — рим. Диана. Богиня охоты и дикой природы, а также Луны. Богиня-девственница. Атрибуты: колчан со стрелами, лань, колесница, полумесяц. Свита- охотницы и геспериды.
- Афина — греч. Паллада; рим. Минерва. Богиня мудрости, справедливой войны, покровительница города Афины, ремёсел. Атрибуты: сова, змея. Одета как воин. В руках — щит с изображением головы Медузы Горгоны (Эгида) и копьё. Изображалась со статуэткой богини победы — Ники. Родилась из головы Зевса. Богиня-девственница.
- Афродита — греч. Киприда; рим. Венера. Богиня наслаждения и красоты. Тётя шестёрки кроносидов и кроносидид. Атрибуты: пояс, яблоко, зеркало, голубь, роза, колесница. Спутники-хариты/грации.
- Гермес — рим. Меркурий. Покровитель дорог и путников, посланник Зевса, первым научивший людей азбуке, счёту и торговле, покровитель наук. Также считается покровителем воров. Атрибуты: крылатые сандалии, шлем-невидимка с крылышками, петас и кадуцей (посох в виде двух переплетённых змей).
- Гефест — рим. Вулкан. Бог кузнечного дела, покровитель всех ремесленников и труда. Хромоногий. Жена — Афродита. Атрибуты: клещи, кузнечные меха, пилос (шапочка мастерового), колесница, молот.

- Дионис — греч. Вакх; рим. Бахус или Бассар. Бог виноградарства и виноделия, веселья. Покровитель театра. Атрибуты: венок из виноградной лозы, чаша с вином, колесница.

### Божества водной стихии

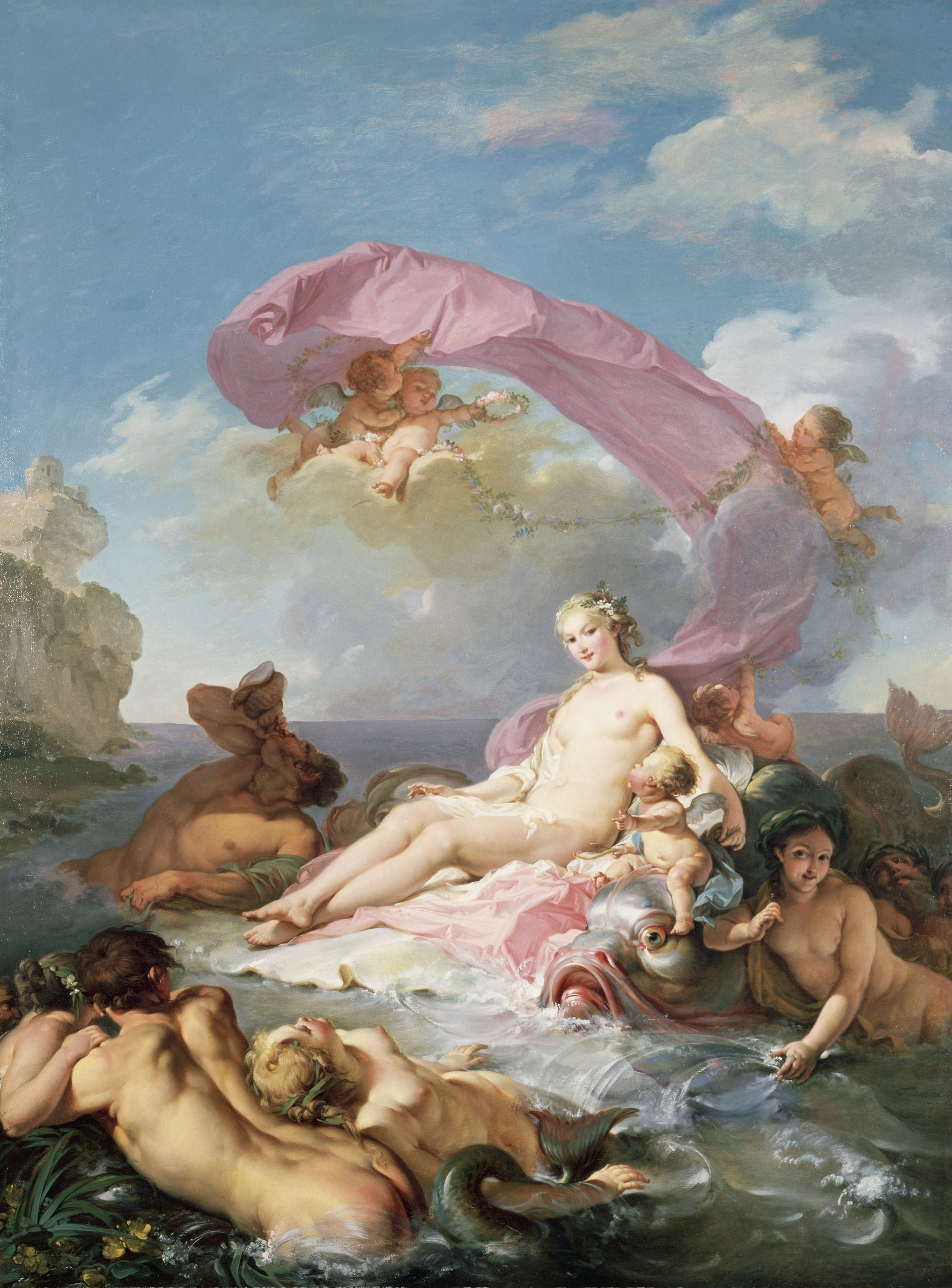
«Триумф Амфитриты». Картина Хагиса Таравала, 1780

- Амфитрита — богиня моря, супруга Посейдона
- Тритон — сын Посейдона и Амфитриты, отец тритонов. Атрибут: раковина-труба.
- Ахелой — речное божество с телом быка и лицом человека. Его рог, отрубленный Гераклом, стал рогом изобилия
- Лимнады — нимфы озёр и болот
- Наяды — нимфы родников, источников и рек
- Нереиды — морские нимфы, сестры Амфитриты. Дочери Нерея
- Океаниды — дочери Океана
- Речные боги — сыновья Океана и Тефиды
- Тритоны — свита Посейдона и Амфитриты, сыновья Тритона, вестники глубин

### Божества воздушной стихии
- Аура — персонификация лёгкого ветра, воздуха
- Борей — олицетворение северного бурного ветра
- Зефир — западный сильный ветер, считался также вестником богов (у римлян стал олицетворять ласкающий, лёгкий ветер)
- Нефела — божество облаков
- Нот — южный ветер
- Эвр — восточный ветер
- Эол — повелитель ветров

### Духи смерти и подземного мира

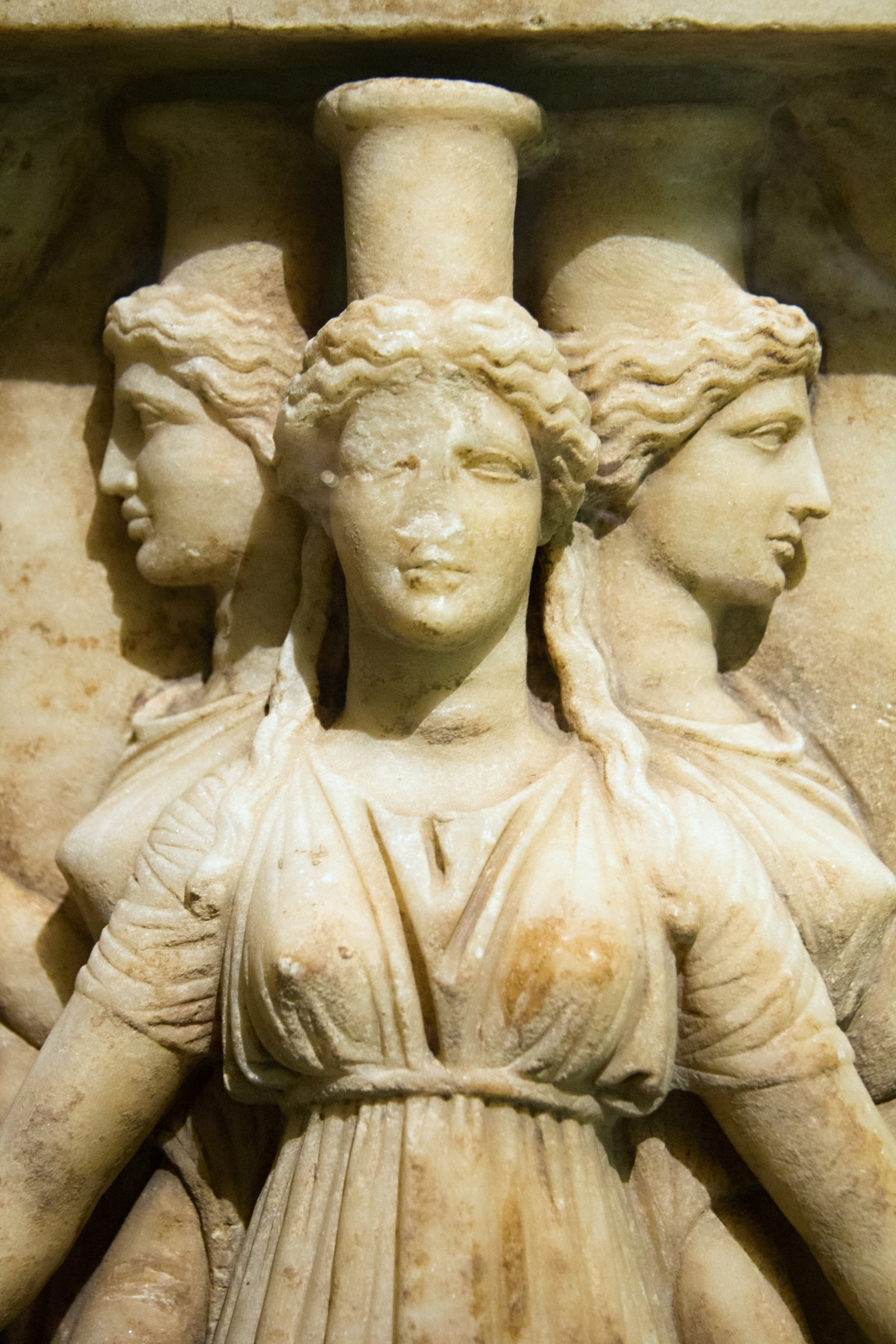
Горельеф с изображением трёхликой Гекаты. Мрамор

- Аид — бог подземного царства мёртвых
- Персефона — супруга Аида, богиня цветов, весны и царства мёртвых, дочь Деметры
- Эак — судья царства умерших
- Минос — судья царства умерших
- Радамант — судья царства умерших
- Геката — богиня мрака, ночных видений, чародейств, всех чудовищ
- Мелиноя — божество привидений, свита Гекаты, одна из служанок Аида. Присматривает за неупокоенными мертвецами, бродящими по земле. Каждую ночь выходит из царства мёртвых, чтобы попугать смертных

### Музы
- Каллиопа — муза эпической поэзии
- Клио — муза истории в древнегреческой мифологии
- Мельпомена — муза трагедии
- Полигимния — муза торжественных гимнов
- Терпсихора — муза танца
- Талия — муза комедии и лёгкой поэзии
- Урания — муза астрономии
- Эвтерпа — муза лирической поэзии и музыки
- Эрато — муза любовной поэзии

### Циклопы
- Арг — «молния»
- Бронт — «гром»
- Стероп — «блеск»
- Полифем — сын Посейдона, держал в плену Одиссея. Полифем был ослеплён последним.

### Гекатонхейры
Дети Урана и Геи:
- Бриарей — сила
- Гиес — пашня
- Котт — гнев

### Гиганты

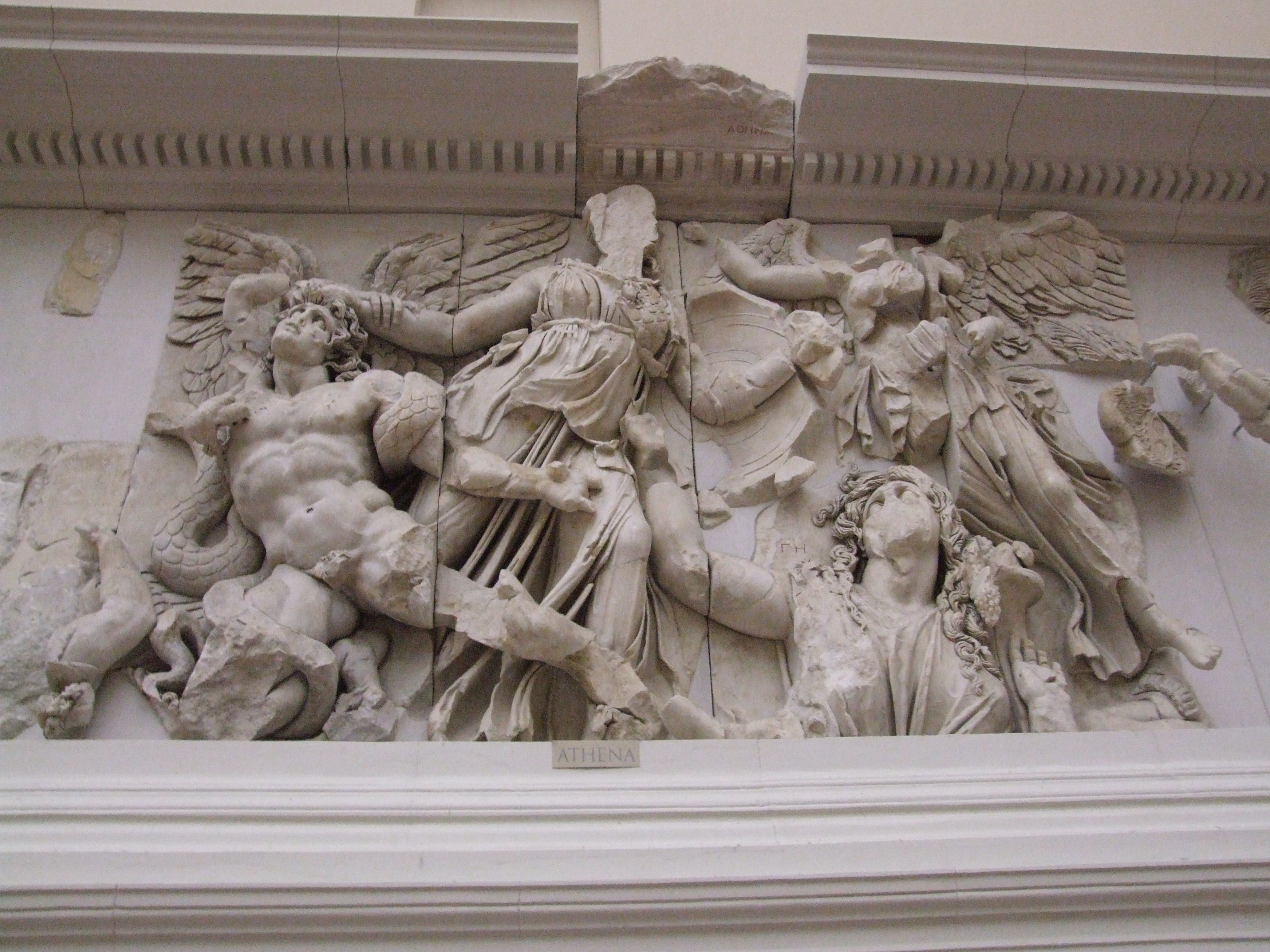
Сцена из «Гигантомахии»: Афина сражает Алкионея. Берлин

(некоторые из примерно 150)
- Агрий
- Алкионей
- Гратион
- Ипполит
- Клитий
- Мимант
- Паллант
- Полибот
- Порфирион
- Тоон
- Эврит
- Энкелад
- Эфиальт

### Другие боги — дети Олимпийцев или божества

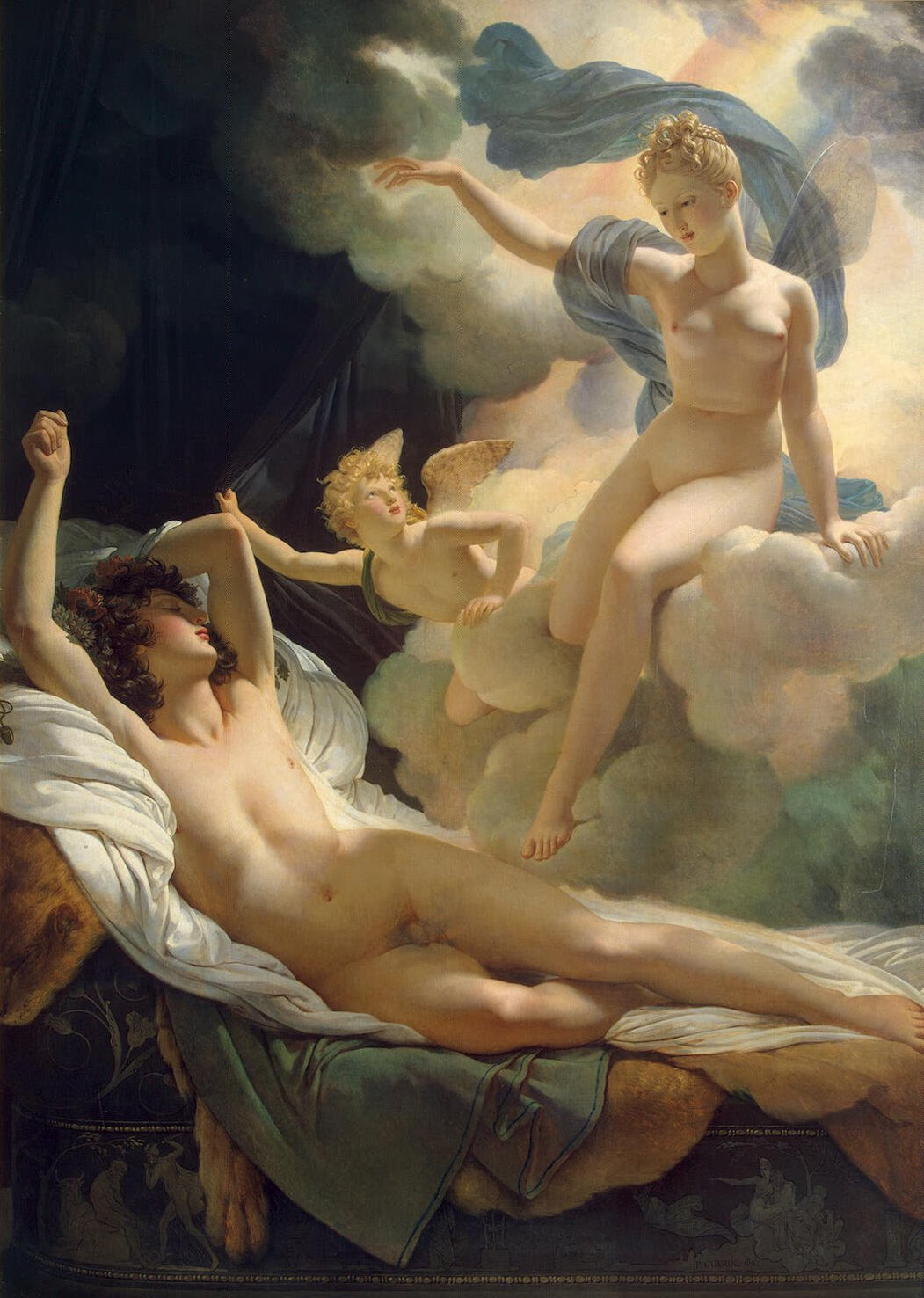
П. Герен. «Ирида и Морфей», 1811 год

- Ника / Виктория— божество победы и удачи, спортивных состязаний
- Гименей / Гимерос — бог брака, персонификация Геры
- Ирида — богиня радуги, вестница богов, персонификация Гермеса
- Фобос — божество страха, сын Ареса
- Деймос — божество ужаса, брат-близнец Фобоса
- Асклепий — бог врачевания
- Морфей — бог сновидений (поэтическое божество, сын Гипноса)
- Ананке — божество-воплощение неотвратимости, необходимости
- Алоэй — древнее божество обмолоченного зерна
- Пан — бог лесов, покровитель охотников и пастухов. Спутник Диониса и персонификация Артемиды
- Геба / Ювента — богиня юности, дочь Геры

### Неперсонифицированные божества
Неперсонифицированные божества — божества-«множества» по М. Гаспарову.
- Куреты — спутники Реи
- Сатиры — полулюди-полукозлы, духи леса
- Нимфы — божества природы

### Чудовища

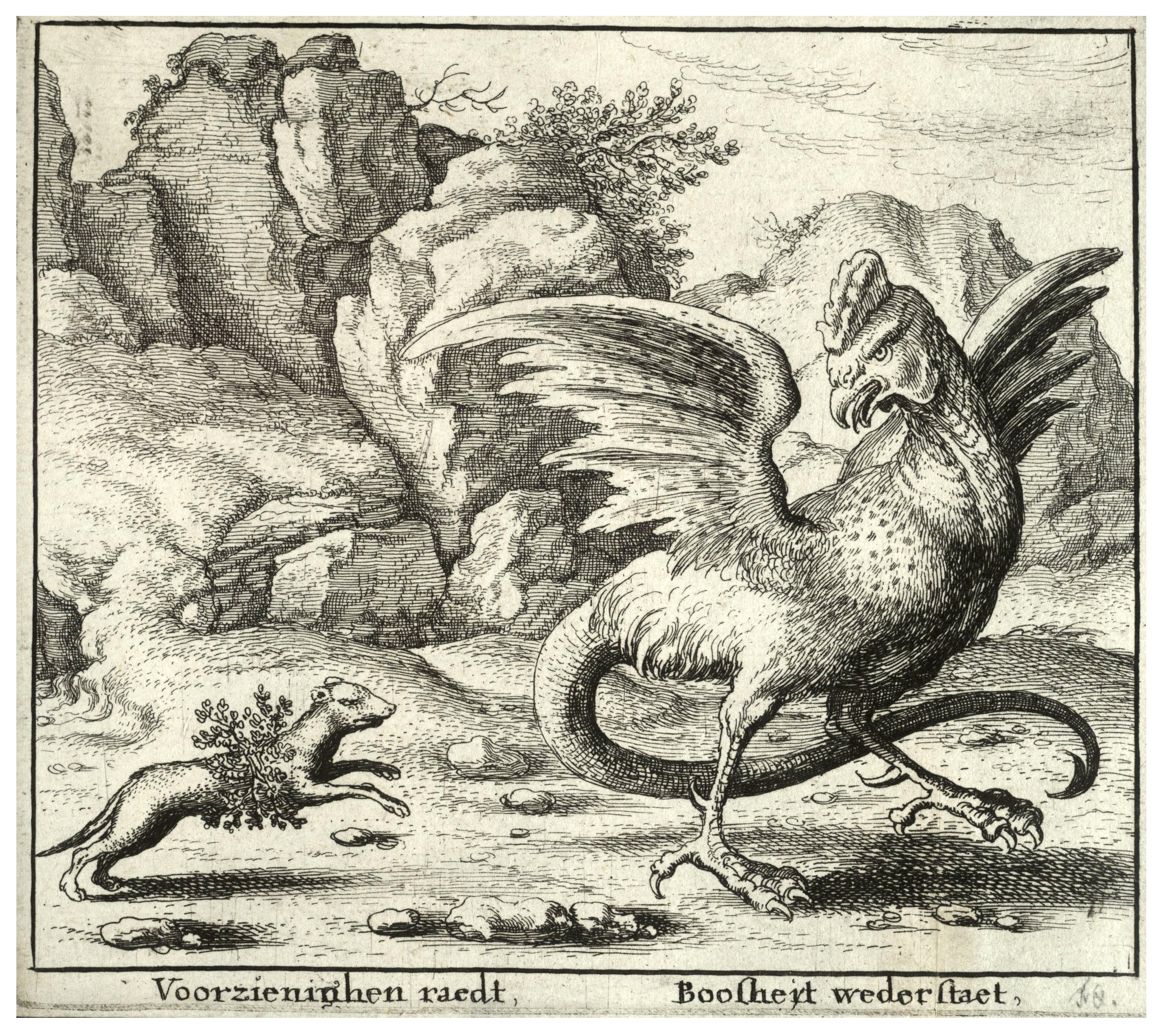
«Хорёк и Василиск» В. Холлара, 1607—1677

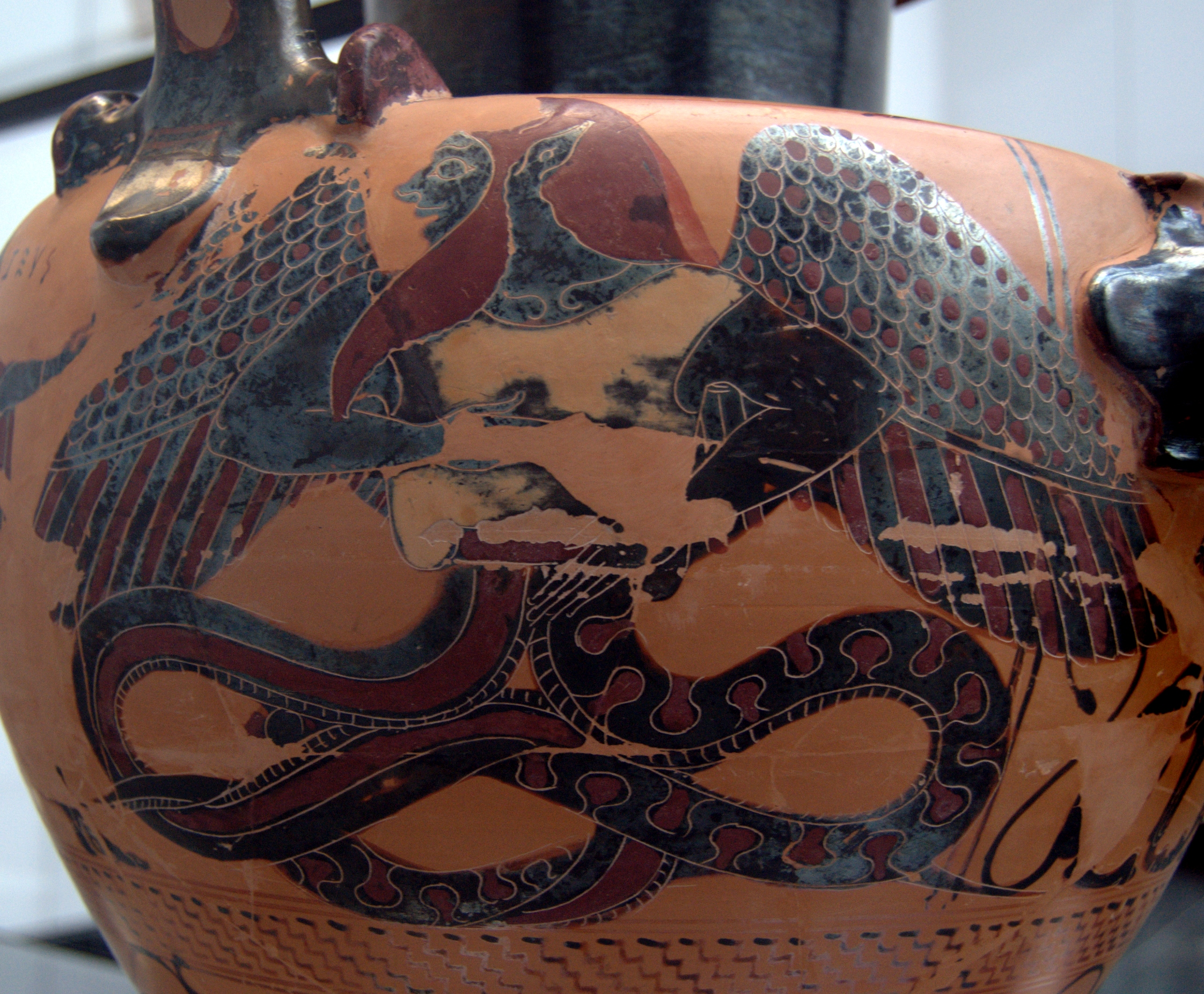
Тифон, чернофигурная роспись на гидрии, около 540—530 до н. э.

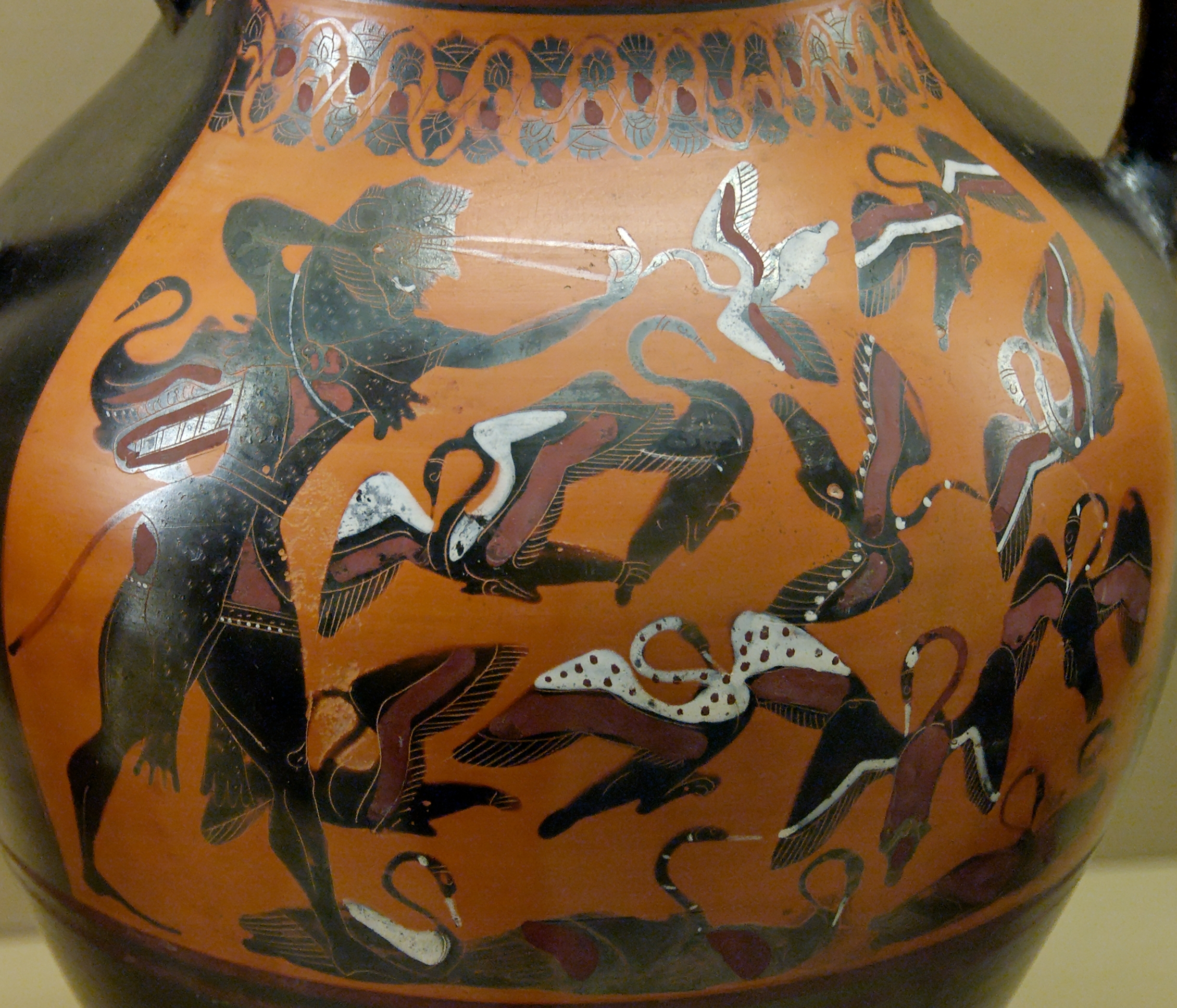
Геракл стреляет в стимфалийских птиц, чернофигурная роспись на амфоре, около 540 до н. э.

см. Список мифических существ в древнегреческой мифологии
- Амфисбена
- Василиск
- Гарпии
- Грифоны
- Дактили
- Драконы
- Единороги
- Ехидна
- Кентавры (Центавры)
- Керкопы
- Кони Диомеда
- Ламия
- Лернейская гидра
- Мантикора
- Горгоны
- Минотавр
- Немейский лев
- Орф
- Пегас
- Пифон
- Сатиры
- Сирены
- Стигийские собаки
- Стимфалийские птицы
- Сфинкс
- Сцилла (Скилла)
- Тифон
- Фениксы
- Харибда
- Химера
- Цербер (Кербер)
- Привидение Эмпуса

### Герои(полубоги, маги)
см. Категория:Герои древнегреческих мифов
см. Категория:Героини древнегреческих мифов
Смертные потомки бога и смертной женщины, реже — богини и смертного мужчины. Как правило, обладали исключительными (иногда сверхъестественными) физическими способностями, творческими дарованиями, иногда способностью к прорицаниям и т. п.

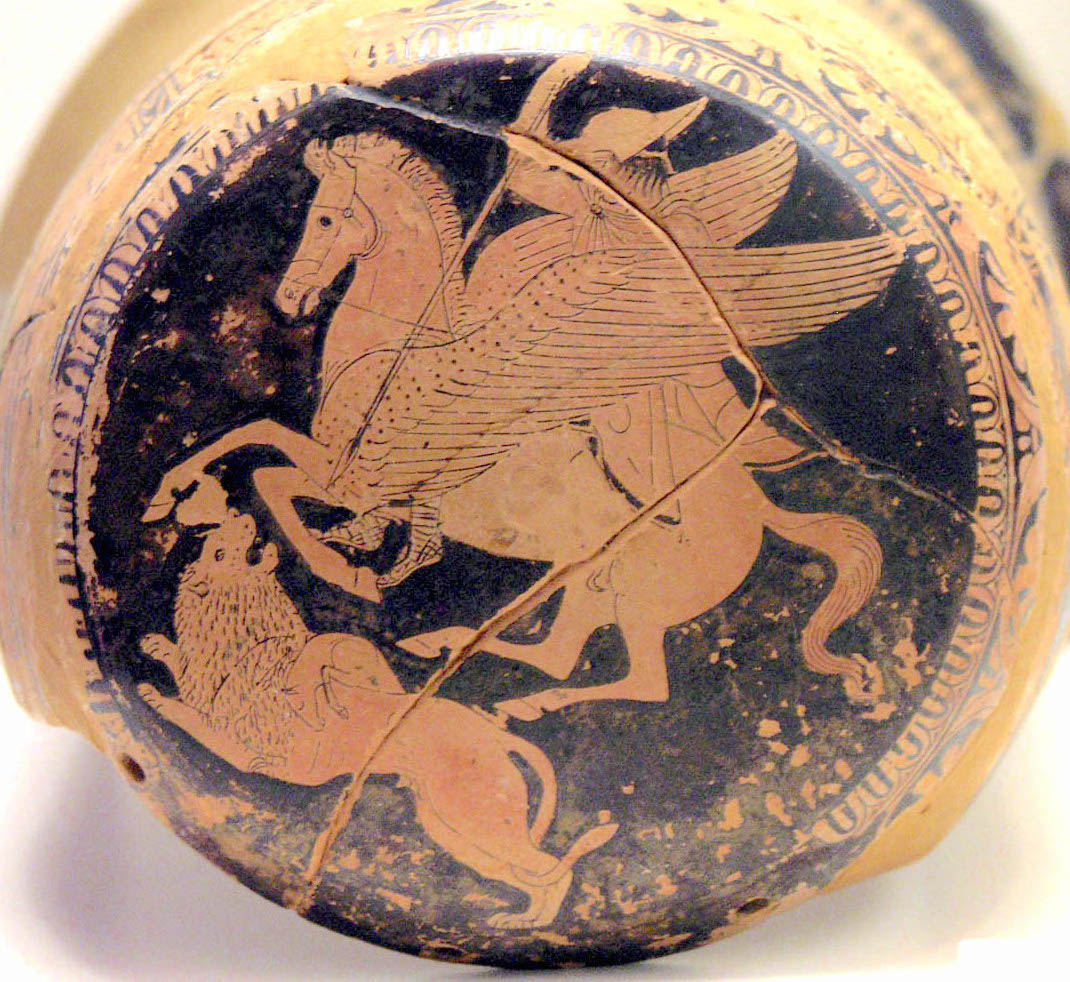
Беллерофонт верхом на пегасе сражает химеру, краснофигурная роспись на эпинетроне, 425—420 до н. э.

- Ахилл
- Геракл
- Одиссей
- Персей
- Тесей
- Ясон
- Гектор
- Беллерофонт
- Орфей
- Пелоп
- Фороней
- Эней
- Кратос
- Орион

И др. Смотреть в ссылках.